# Monstro do Lago Tianchi
O Monstro do Lago Tianchi é o nome dado ao que se diz ser um monstro do lago que vive no Lago do Céu (conhecido como Cheonji em coreano) localizado no pico da Montanha Baekdu nas cadeias montanhosas de Baekdudaegan e Changbai, abrangendo a província de Jilin da China e a província de Ryanggang. da Coreia do Norte. De acordo com o Beijing Youth Daily, cerca de 20 monstros foram relatados,  no entanto "os cientistas são céticos de que qualquer criatura grande seria capaz de sobreviver no lago devido à sua história recente de atividade vulcânica", e os céticos dizem tudo mera imaginação, ou apenas uma "rocha vulcânica flutuante".

## Avistamentos
O primeiro avistamento relatado foi em 1903. Foi alegado que uma grande criatura semelhante a um búfalo atacou três pessoas, sendo baleada seis vezes após isso. O monstro então retornou à água. 
De 21 a 23 de agosto de 1962, uma pessoa que usava um telescópio viu dois monstros caçando uns aos outros na água. Mais de cem pessoas relataram os avistamentos. 
Relatórios mais recentes descrevem o monstro como tendo uma cabeça semelhante a humana presa a um pescoço de 1,5 m. Dizem que tem um anel branco em volta da parte de baixo do pescoço, e o resto da pele é cinza e liso.
Em 2007, Zhuo Yongsheng, um repórter de TV chinês, disse que havia feito um vídeo de 20 minutos de seis criaturas não identificadas no lago vulcânico em 6 de setembro. Mais tarde, ele enviou fotos para o escritório da província de Jilin, na Xinhua. De acordo com uma reportagem, uma delas mostrou os seis "Nessies" nadando em paralelo em três pares. Outro deles apresentou os animais mais próximos, deixando ondulações circulares na superfície do lago. 
Zhuo disse ter visto as seis criaturas com barbatanas brincando no lago por uma hora e meia, antes de desaparecerem por volta das 7h. "Eles podiam nadar tão rápido quanto iates e, às vezes, todos desapareciam na água. Foi impressionante ver todos eles agindo exatamente no mesmo ritmo, como se alguém estivesse dando ordens ", disse ele. "Suas barbatanas— ou talvez asas—eram mais longas que seus corpos."

## Na cultura popular
O álbum de 2008 do The Mountain Goats, Heretic Pride apresenta a música "Tianchi Lake" sobre o monstro. 